# Afrikaspiele 2023/Ringen
Bei den Afrikaspielen 2023 in der ghanaischen Hauptstadt Accra fanden vom 9. bis 11. März 2024 im Ringen insgesamt 18 Wettbewerbe statt, davon zwölf bei den Männern und sechs bei den Frauen. Austragungsort war der Borteyman-Sportkomplex. An den Wettkämpfen nahmen 161 Athleten (52 Frauen und 109 Männer) aus 28 Nationen teil.

## Bilanz

### Medaillenspiegel
| Platz  | Land           | Gold | Silber | Bronze | Gesamt |
| ------ | -------------- | ---- | ------ | ------ | ------ |
| 1      | Ägypten        | 10   | 4      | 4      | 18     |
| 2      | Nigeria        | 6    | 3      | 2      | 11     |
| 3      | Algerien       | 2    | 4      | 3      | 9      |
| 4      | Kamerun        | —    | 2      | 2      | 4      |
| 5      | Marokko        | —    | 2      | 1      | 3      |
| 6      | Elfenbeinküste | —    | 2      | —      | 2      |
| 7      | Tunesien       | —    | 1      | 3      | 4      |
| 8      | DR Kongo       | —    | —      | 4      | 4      |
| 9      | Angola         | —    | —      | 2      | 2      |
| 9      | Senegal        | —    | —      | 2      | 2      |
| 9      | Südafrika      | —    | —      | 2      | 2      |
| 12     | Burkina Faso   | —    | —      | 1      | 1      |
| 12     | Guinea-Bissau  | —    | —      | 1      | 1      |
| 12     | Namibia        | —    | —      | 1      | 1      |
| Gesamt | Gesamt         | 18   | 18     | 28     | 64     |

### Medaillengewinner
Männer
| Disziplin                 | Gold                     | Silber              | Bronze                                      |
| ------------------------- | ------------------------ | ------------------- | ------------------------------------------- |
| Freistil                  |                          |                     |                                             |
| Bis 57 kg                 | Gamal Mohamed            | Simeon Enozunimi    | Omar Faye Rabby Kilandi Kilonga             |
| Bis 65 kg                 | Omar Mourad              | Stephen Izolo       | Manaceu Ngonda Mohamed Ben Hafsia           |
| Bis 74 kg                 | Amr Reda Hussen          | Abdelkader Ikkal    | Andy Mukendi Kabeya Bacar N’Dum             |
| Bis 86 kg                 | Ahmed Mahmoud            | Cedric Abossolo     | Ben-Michael Theron Harrison Onovwiomogbohwo |
| Bis 97 kg                 | Mostafa Eldars           | Wali Eddine Kebir   | Aron Mabuba Mbo                             |
| Bis 125 kg                | Youssef Hemida           | Ashton Mutuwa       | Hemza Haloui                                |
| Griechisch-römischer Stil |                          |                     |                                             |
| Bis 60 kg                 | Moamen Mohamed           | Ismail Ettalibi     | Abdelkarim Fergat                           |
| Bis 67 kg                 | Mohamed Ibrahim El-Sayed | Ishak Ghaiou        | Souhaib Khdar                               |
| Bis 77 kg                 | Abdelkrim Ouakali        | Mahmoud Abdelrahman | Emmanuel Nworie                             |
| Bis 77 kg                 | Abdelkrim Ouakali        | Mahmoud Abdelrahman | Radhouane Tarhouni                          |
| Bis 87 kg                 | Bachir Sid Azara         | Mohamed Metwally    | Roberto Nsangua                             |
| Bis 97 kg                 | Mohamed Ali Gabr         | Fadi Rouabah        | Mohamed Jabri                               |
| Bis 130 kg                | Abdellatif Mohamed       | Radhouane Chebbi    | Hamza Haloui                                |

Frauen
| Disziplin | Gold                  | Silber              | Bronze                                 |
| --------- | --------------------- | ------------------- | -------------------------------------- |
| Freistil  |                       |                     |                                        |
| Bis 50 kg | Mercy Genesis         | Nada Mohamed        | Rosine Ntsa Assouga                    |
| Bis 53 kg | Christianah Ogunsanya | Nogona Bakayoko     | Miriam Orock Ngoe Wase Shaimaa Mohamed |
| Bis 57 kg | Adekuoroye Folashade  | Zineb Hassoune      | Ester Abraham Louji Yassin             |
| Bis 62 kg | Esther Kolawole       | Gharam Askar        | Safietou Goudiaby Salmantou Coulibaly  |
| Bis 68 kg | Blessing Oborududu    | Blandine Nyeh Ngiri | Rosie Tabora Kabeya Samah Abdellatif   |
| Bis 76 kg | Hannah Reuben         | Amy Youin           | Lillian Mbena Samar Amer               |